# Cheillophota nigra
Cheillophota nigra là một loài bướm đêm trong họ Noctuidae.